# Mark Lindsay (Schiedsrichter)

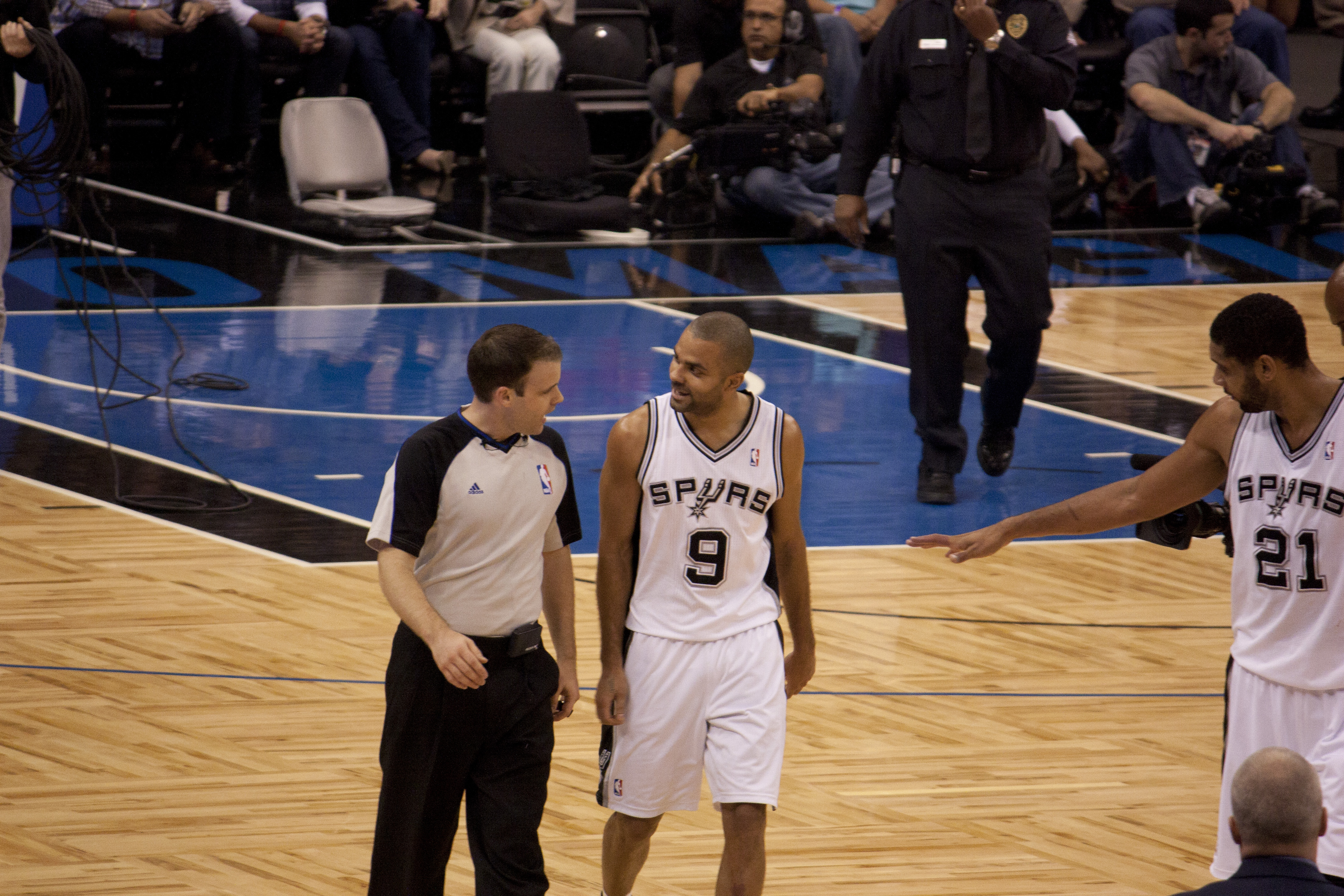
Mark Lindsay (links) im Dezember 2010

Mark Lindsay (* 21. August 1977 in Drexel Hill, Pennsylvania) ist ein US-amerikanischer Schiedsrichter im Basketball, der seit dem Jahr 2007 in der NBA tätig ist. Er trägt die Uniform mit der Nummer 29.

## Karriere

### College-Basketball
Vor dem Einstieg in die NBA arbeitete er als College-Basketballschiedsrichter u. a. in der Atlantic Coast Conference, Colonial Athletic Association, Atlantic Sun Conference, Big South Conference und Ohio Valley Conference.

### National Basketball Association
Lindsay begann im Jahr 2007 seine NBA-Schiedsrichterlaufbahn beim Spiel der Minnesota Timberwolves gegen die Denver Nuggets.
Zuvor war er fünf Jahre als Schiedsrichter in der NBA G-League tätig.